# Santa María de Dulcis
Santa María de Dulcis è un comune spagnolo di 222 abitanti situato nella comunità autonoma dell'Aragona.

Fa parte della comarca del Somontano de Barbastro.